# Pasur (Fluss)
Der Pasur ist ein Fluss im Südwesten Bangladeschs und ein indirekter Mündungsarm des Ganges. Er geht in den Fluss Rupsa über. Alle seine Mündungsarme sind gezeitenabhängig. Er trifft in den Sundarbans auf den Fluss Shibsa, und in der Nähe des Meeres wird der Fluss zum Kunga. Es ist der tiefste Fluss in Bangladesch.